# Бад Кенигсхофен им Грабфелд
Бад Кенигсхофен им Грабфелд (њем. Bad Königshofen im Grabfeld) град је у њемачкој савезној држави Баварска. Једно је од 37 општинских средишта округа Рен-Грабфелд. Према процјени из 2010. у граду је живјело 6.943 становника. Посједује регионалну шифру (AGS) 9673141.

## Географски и демографски подаци
Бад Кенигсхофен им Грабфелд се налази у савезној држави Баварска у округу Рен-Грабфелд. Град се налази на надморској висини од 275 метара. Површина општине износи 69,5 km². У самом граду је, према процјени из 2010. године, живјело 6.943 становника. Просјечна густина становништва износи 100 становника/km².

## Међународна сарадња
| Мјесто    | Држава               | Врста сарадње | Од    |
| --------- | -------------------- | ------------- | ----- |
| Кјанчано  | Италија              | пријатељство  | 1990. |
| Лаут      | Уједињено Краљевство | пријатељство  | 1990. |
| Лаон      | Француска            | пријатељство  | 1990. |
| Арлингтон | САД                  | партнерство   | 1953. |
| Извор     |                      |               |       |